# Screen Actors Guild Awards 2016

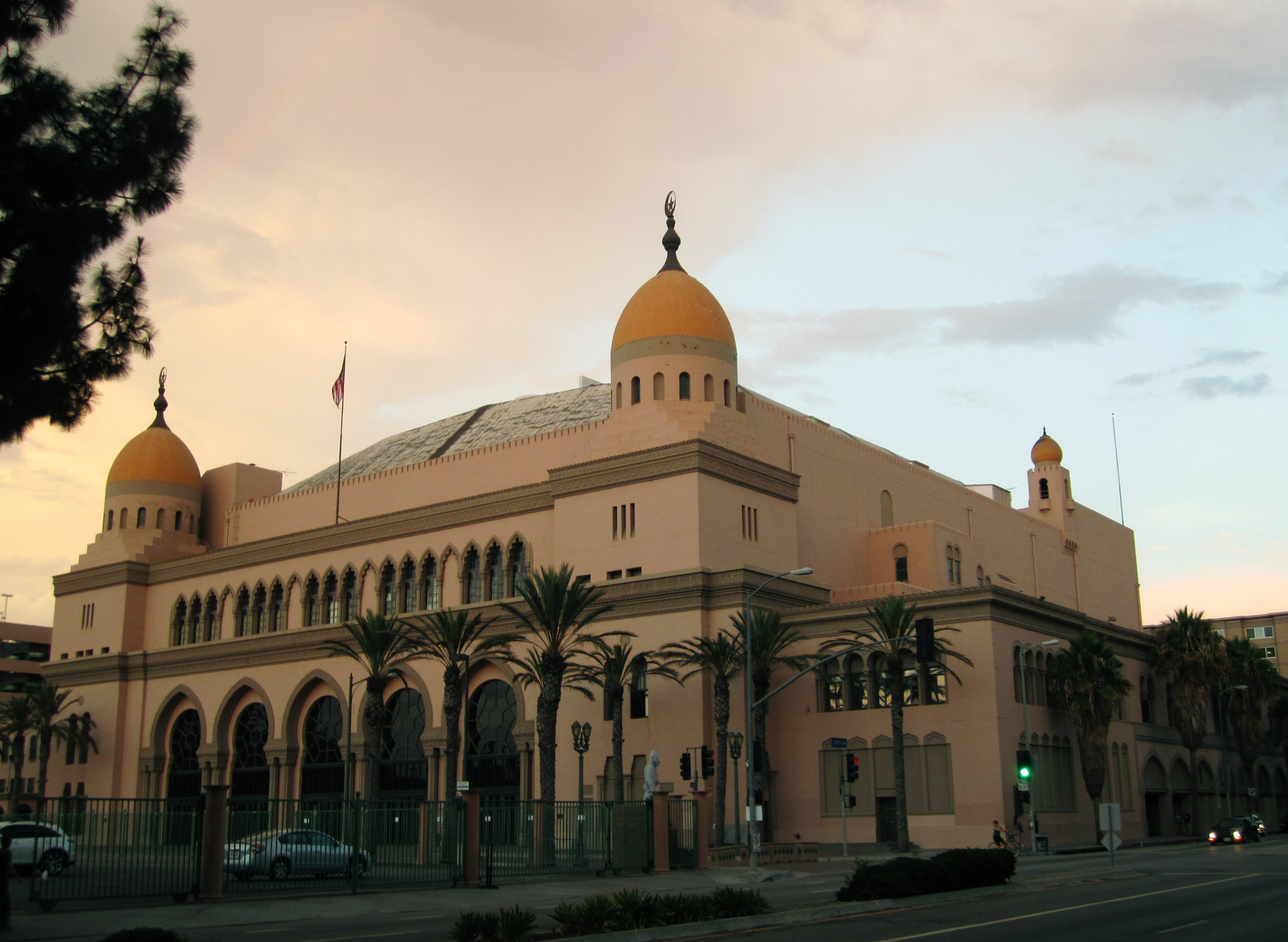
Das Shrine Exposition Center, Veranstaltungsort der Screen Actors Guild Awards 2016

Die 22. Verleihung der US-amerikanischen Screen Actors Guild Awards (englisch 22nd Screen Actors Guild Awards), die die Screen Actors Guild jedes Jahr in den Bereichen Film (6 Kategorien) und Fernsehen (9 Kategorien) vergibt, fand am 30. Januar 2016 im Shrine Exposition Center in Los Angeles statt. Die so genannten SAG Awards ehren, im Gegensatz beispielsweise zum Golden Globe Award, nur Film-, Fernseh- und Ensembleschauspieler und gelten als Gradmesser für die bevorstehende Oscar-Verleihung. Gekürt wurden die Sieger von den Mitgliedern der Screen Actors Guild, der man angehören muss, um in den Vereinigten Staaten als Schauspieler zu arbeiten.
Die Nominierten waren am 9. Dezember 2015 im Silver Screen Theater des Pacific Design Centers in West Hollywood von den Schauspielern Anna Faris und Anthony Mackie bekanntgegeben worden. In den Vereinigten Staaten wurde die Verleihung live von den Kabelsendern TNT und TBS gezeigt.
Für ihr Lebenswerk wurde die US-amerikanische Schauspielerin Carol Burnett gewürdigt.

## Gewinner und Nominierte im Bereich Film
| Film                | N | A |
| ------------------- | - | - |
| Trumbo              | 3 | 0 |
| Beasts of No Nation | 2 | 1 |
| The Danish Girl     | 2 | 1 |
| Raum                | 2 | 1 |
| Spotlight           | 2 | 1 |
| The Big Short       | 2 | 0 |
| Carol               | 2 | 0 |
| Steve Jobs          | 2 | 0 |

### Bester Hauptdarsteller
Leonardo DiCaprio – The Revenant – Der Rückkehrer (The Revenant)
Bryan Cranston – Trumbo
Johnny Depp – Black Mass
Michael Fassbender – Steve Jobs
Eddie Redmayne – The Danish Girl

### Beste Hauptdarstellerin
Brie Larson – Raum (Room)
Cate Blanchett – Carol
Helen Mirren – Die Frau in Gold (Woman in Gold)
Saoirse Ronan – Brooklyn – Eine Liebe zwischen zwei Welten (Brooklyn)
Sarah Silverman – I Smile Back

### Bester Nebendarsteller
Idris Elba – Beasts of No Nation
Christian Bale – The Big Short
Mark Rylance – Bridge of Spies – Der Unterhändler (Bridge of Spies)
Michael Shannon – 99 Homes – Stadt ohne Gewissen (99 Homes)
Jacob Tremblay – Raum (Room)

### Beste Nebendarstellerin
Alicia Vikander – The Danish Girl
Rooney Mara – Carol
Rachel McAdams – Spotlight
Helen Mirren – Trumbo
Kate Winslet – Steve Jobs

### Bestes Schauspielensemble in einem Film
Spotlight

Billy Crudup, Brian d’Arcy James, Michael Keaton, Rachel McAdams, Mark Ruffalo, Liev Schreiber, John Slattery und Stanley Tucci
Beasts of No Nation
Abraham Attah, Kurt Egyiawan und Idris Elba
The Big Short
Christian Bale, Steve Carell, Ryan Gosling, Melissa Leo, Hamish Linklater, John Magaro, Brad Pitt, Rafe Spall, Jeremy Strong, Marisa Tomei und Finn Wittrock
Straight Outta Compton
Neil Brown Jr., Paul Giamatti, Corey Hawkins, Aldis Hodge, O’Shea Jackson junior und Jason Mitchell
Trumbo
Adewale Akinnuoye-Agbaje, Louis C.K., Bryan Cranston, David James Elliott, Elle Fanning, John Goodman, Diane Lane, Helen Mirren, Michael Stuhlbarg und Alan Tudyk

### Bestes Stuntensemble in einem Film
Mad Max: Fury Road
Everest
Fast & Furious 7 (Furious 7)
Jurassic World
Mission: Impossible – Rogue Nation

## Gewinner und Nominierte im Bereich Fernsehen
| Serie/Film                 | N | A |
| -------------------------- | - | - |
| Game of Thrones            | 3 | 1 |
| House of Cards             | 3 | 1 |
| Homeland                   | 3 | 0 |
| Orange Is the New Black    | 2 | 2 |
| Downton Abbey              | 2 | 1 |
| Transparent                | 2 | 1 |
| The Big Bang Theory        | 2 | 0 |
| Mad Men                    | 2 | 0 |
| Modern Family              | 2 | 0 |
| Veep – Die Vizepräsidentin | 2 | 0 |

### Bester Darsteller in einem Fernsehfilm oder Miniserie
Idris Elba – Luther
Ben Kingsley – Tut – Der größte Pharao aller Zeiten (Tut)
Ray Liotta – Texas Rising
Bill Murray – A Very Murray Christmas
Mark Rylance – Wölfe (Wolf Hall)

### Beste Darstellerin in einem Fernsehfilm oder Miniserie
Queen Latifah – Bessie
Nicole Kidman – Grace of Monaco
Christina Ricci – Lizzie Borden – Kills! (The Lizzie Borden Chronicles)
Susan Sarandon – The Secret Life of Marilyn Monroe
Kristen Wiig – The Spoils Before Dying

### Bester Darsteller in einer Dramaserie
Kevin Spacey – House of Cards
Peter Dinklage – Game of Thrones
Jon Hamm – Mad Men
Rami Malek – Mr. Robot
Bob Odenkirk – Better Call Saul

### Beste Darstellerin in einer Dramaserie
Viola Davis – How to Get Away with Murder
Claire Danes – Homeland
Julianna Margulies – Good Wife (The Good Wife)
Maggie Smith – Downton Abbey
Robin Wright – House of Cards

### Bester Darsteller in einer Comedyserie
Jeffrey Tambor – Transparent
Ty Burrell – Modern Family
Louis C.K. – Louie
William H. Macy – Shameless
Jim Parsons – The Big Bang Theory

### Beste Darstellerin in einer Comedyserie
Uzo Aduba – Orange Is the New Black
Edie Falco – Nurse Jackie
Ellie Kemper – Unbreakable Kimmy Schmidt
Julia Louis-Dreyfus – Veep – Die Vizepräsidentin (Veep)
Amy Poehler – Parks and Recreation

### Bestes Schauspielensemble in einer Dramaserie
Downton Abbey

Hugh Bonneville, Laura Carmichael, Jim Carter, Raquel Cassidy, Brendan Coyle, Tom Cullen, Michelle Dockery, Kevin Doyle, Joanne Froggatt, Lily James, Rob James-Collier, Allen Leech, Phyllis Logan, Elizabeth McGovern, Sophie McShera, Lesley Nicol, Julian Ovenden, David Robb, Maggie Smith und Penelope Wilton
Game of Thrones
Alfie Allen, Ian Beattie, John Bradley-West, Gwendoline Christie, Emilia Clarke, Michael Condron, Nikolaj Coster-Waldau, Ben Crompton, Liam Cunningham, Stephen Dillane, Peter Dinklage, Nathalie Emmanuel, Tara Fitzgerald, Jerome Flynn, Brian Fortune, Joel Fry, Aidan Gillen, Iain Glen, Kit Harington, Lena Headey, Michiel Huisman, Hannah Murray, Brenock O’Connor, Daniel Portman, Iwan Rheon, Owen Teale, Sophie Turner, Carice van Houten, Maisie Williams und Tom Wlaschiha
Homeland
F. Murray Abraham, Atheer Adel, Claire Danes, Alexander Fehling, Rupert Friend, Nina Hoss, René Ifrah, Mark Ivanir, Sebastian Koch, Miranda Otto, Mandy Patinkin und Sarah Sokolovic
House of Cards
Mahershala Ali, Derek Cecil, Nathan Darrow, Michael Kelly, Elizabeth Marvel, Molly Parker, Jimmi Simpson, Kevin Spacey, Paul Sparks und Robin Wright
Mad Men
Sola Bamis, Mason Vale Cotton, Stephanie Drake, Jay R. Ferguson, Bruce Greenwood, Jon Hamm, Christina Hendricks, January Jones, Vincent Kartheiser, Elisabeth Moss, Kevin Rahm, Kiernan Shipka, John Slattery, Rich Sommer und Aaron Staton

### Bestes Schauspielensemble in einer Comedyserie
Orange Is the New Black

Uzo Aduba, Mike Birbiglia, Marsha Stephanie Blake, Danielle Brooks, Laverne Cox, Jackie Cruz, Catherine Curtin, Lea DeLaria, Beth Fowler, Kimiko Glenn, Annie Golden, Diane Guerrero, Michael J. Harney, Vicky Jeudy, Selenis Leyva, Taryn Manning, Joel Marsh Garland, Adrienne C. Moore, Kate Mulgrew, Emma Myles, Matt Peters, Lori Petty, Jessica Pimentel, Dascha Polanco, Laura Prepon, Elizabeth Rodriguez, Ruby Rose, Nick Sandow, Abigail Savage, Taylor Schilling, Constance Shulman, Dale Soules, Yael Stone und Samira Wiley
The Big Bang Theory
Mayim Bialik, Kaley Cuoco, Johnny Galecki, Simon Helberg, Kunal Nayyar, Jim Parsons und Melissa Rauch
Key & Peele
Keegan-Michael Key und Jordan Peele
Modern Family
Aubrey Anderson-Emmons, Julie Bowen, Ty Burrell, Jesse Tyler Ferguson, Nolan Gould, Sarah Hyland, Ed O’Neill, Rico Rodriguez, Eric Stonestreet, Sofía Vergara und Ariel Winter
Transparent
Alexandra Billings, Carrie Brownstein, Jay Duplass, Kathryn Hahn, Gaby Hoffmann, Cherry Jones, Amy Landecker, Judith Light, Hari Nef, Emily Robinson und Jeffrey Tambor
Veep – Die Vizepräsidentin (Veep)
Diedrich Bader, Sufe Bradshaw, Anna Chlumsky, Gary Cole, Kevin Dunn, Tony Hale, Hugh Laurie, Julia Louis-Dreyfus, Phil Reeves, Sam Richardson, Reid Scott, Timothy Simons, Sarah Sutherland und Matt Walsh

### Bestes Stuntensemble in einer Fernsehserie
Game of Thrones
The Blacklist
Homeland
Marvel’s Daredevil
The Walking Dead

## Preis für das Lebenswerk
Carol Burnett